# Liste der Bodendenkmale in Lichterfeld-Schacksdorf
In der Liste der Bodendenkmale in Lichterfeld-Schacksdorf sind alle Bodendenkmale der brandenburgischen Gemeinde Lichterfeld-Schacksdorf und ihrer Ortsteile aufgelistet. Grundlage ist die Veröffentlichung der Landesdenkmalliste mit dem Stand vom 31. Dezember 2020. Die Baudenkmale sind in der Liste der Baudenkmale in Lichterfeld-Schacksdorf aufgeführt.
|   | Gemarkung          | Flur | Kurzansprache         | Bodendenkmalnummer | Bemerkung                                           | Bild |
| - | ------------------ | ---- | --------------------- | ------------------ | --------------------------------------------------- | ---- |
| 1 | Schacksdorf (Lage) | 4    | Gräberfeld Bronzezeit | 20259              | siehe auch: Liste der Bodendenkmale in Finsterwalde |      |